# ほんパラ!関口堂書店
『ほんパラ!関口堂書店』（ほんぱら・せきぐちどうしょてん）は、テレビ朝日系で2000年4月から2001年9月まで毎週土曜19時59分（一部地域では20時）から放送された書籍関連のバラエティ番組。味の素の一社提供。2001年10月からは毎週日曜18時56分に移動し『ほんパラ!痛快ゼミナール』（ - ・つうかいぜみなーる）としてクイズ形式にリニューアルして放送されたが、2002年3月をもって終了。

## エピソード
土曜20時枠でバラエティ番組が放送されたのは、1975年4月～12月放送の『宮田輝の日本縦断 ふるさと』以来、実に四半世紀ぶり。
当番組のBGMには、映画『ゴジラ×メガギラス G消滅作戦』のサントラ「グリフォンのテーマ」がほぼメインで扱われていた。
梅宮アンナがエッセイ『「みにくいあひるの子」だった私』を、さだまさしが小説を書くきっかけになったのはこの番組の企画によるものである。
『ほんパラ!痛快ゼミナール』となってからの裏番組「さんまのSUPERからくりTV」の司会である明石家さんまがやっていた『明石家マンション物語』（フジテレビ）の中で『ほんパラ!関口堂書店』時代にパロディ化されたことがあった。この時関口役をやったのは同じく「からくりTV」の出演者でもある関根勤で役名が読みが一緒の関愚痴宏というものであった。

## 出演者
- 関口宏（司会者・当番組では店長）
- 乾貴美子
- 久本雅美
- アリtoキリギリス
- 薬丸裕英
- 橋田壽賀子
- 井狩春男
- 中田麻友
- 渡辺尚子（「痛快ゼミナール」アシスタント）

## ネット局
| 放送対象地域  | 放送局           | 系列           | 備考   |
| ------------- | ---------------- | -------------- | ------ |
| 関東広域圏    | テレビ朝日       | テレビ朝日系列 | 制作局 |
| 北海道        | 北海道テレビ     | テレビ朝日系列 |        |
| 青森県        | 青森朝日放送     | テレビ朝日系列 |        |
| 岩手県        | 岩手朝日テレビ   | テレビ朝日系列 |        |
| 宮城県        | 東日本放送       | テレビ朝日系列 |        |
| 秋田県        | 秋田朝日放送     | テレビ朝日系列 |        |
| 山形県        | 山形テレビ       | テレビ朝日系列 |        |
| 福島県        | 福島放送         | テレビ朝日系列 |        |
| 新潟県        | 新潟テレビ21     | テレビ朝日系列 |        |
| 長野県        | 長野朝日放送     | テレビ朝日系列 |        |
| 静岡県        | 静岡朝日テレビ   | テレビ朝日系列 |        |
| 石川県        | 北陸朝日放送     | テレビ朝日系列 |        |
| 中京広域圏    | 名古屋テレビ     | テレビ朝日系列 |        |
| 近畿広域圏    | 朝日放送         | テレビ朝日系列 |        |
| 広島県        | 広島ホームテレビ | テレビ朝日系列 |        |
| 山口県        | 山口朝日放送     | テレビ朝日系列 |        |
| 香川県 岡山県 | 瀬戸内海放送     | テレビ朝日系列 |        |
| 愛媛県        | 愛媛朝日テレビ   | テレビ朝日系列 |        |
| 福岡県        | 九州朝日放送     | テレビ朝日系列 |        |
| 長崎県        | 長崎文化放送     | テレビ朝日系列 |        |
| 熊本県        | 熊本朝日放送     | テレビ朝日系列 |        |
| 大分県        | 大分朝日放送     | テレビ朝日系列 |        |
| 鹿児島県      | 鹿児島放送       | テレビ朝日系列 |        |
| 沖縄県        | 琉球朝日放送     | テレビ朝日系列 |        |

## スタッフ
- ナレーター：広中雅志、城ヶ崎祐子、服部潤
- 構成：小山薫堂、武田浩、樋口卓治、山名宏和、槇田英司、渡邊健一、外山信行、中村結美
- TD：竹内弘佳
- CAM：加瀬俊弘
- AUD：佐藤浩一
- VE：向山武志
- 照明：蓑島公男
- ロケ技術
  - CAM：宮本征治、白石利彦、山崎英紀、宮本肇
  - VE：新川八恵美、中村公俊、宮下貴志
  - 照明：稲垣啓二、渡辺高久、秋山貞夫
- 美術プロデューサー：杉川廣明
- デザイン：石森慎司
- 美術進行：内藤佳奈子
- 大道具：高橋博之
- 大道具操作：日向雄一、下地樹
- 造形：石澤賢一、清水豊博
- アクリル装飾：林田康弘
- 電飾：中尾学
- 衣裳：佐藤孝二
- マルチ：渡辺剛志
- スタイリスト：江島モモ
- メイク：小島百合子
- CG：持田学、ケネックジャパン
- 編集：深沢佳文、和田至亮、野嵜徳彦、平原賢志、井出智美
- ライン編集：吉野洋一、植木義憲
- ビジュアルクリエーター：薗部健
- ビジュアルアドバイザー：鈴木千夏
- 整音：安河内隆文
- 音効：角千明
- リサーチ：喜多あおい、大島祐紀子、仲宗根ゆうこ
- 協力：フジアール、八峯テレビ、FLT、TDKコア、プロジェクト80、ベイシス、インサイト、ワハハ本舗
- 広報：豊島晶子（テレビ朝日）
- フードコーディネーター：里見陽子
- TK：山本悦子
- アシスタントディレクター：佐藤圭太、山﨑清太、武舎裕子、小平裕
- フロアディレクター：石川のりひさ
- AP：森雅史、徳留美奈子
- ディレクター：三浦伸、柳瀬由紀子、荒田昌員、渡辺浩
- 総合演出：田中経一
- プロデューサー : 山本隆司・一杉丈夫（テレビ朝日）、松原憲郎、吉見健士、岩崎俊象 / 松尾利彦
- 制作：テレビ朝日、共同テレビ